# Serafín Ferro
Serafín Fernández Ferro (La Coruña, 12 de agosto de 1914-México, 9 de agosto de 1954), conocido como Serafín Ferro, fue un actor español.

## Biografía
Nació en el popular barrio de Monelos. Poco se conoce de su vida, la mayoría por citas indirectas en obras y estudios sobre la Generación del 27 de la literatura española. Dión autodidacta, llegó a Madrid a comienzos de la década de 1930, donde conoció a Federico García Lorca y más tarde a Luis Cernuda, con el que mantuvo una relación amorosa desde 1931 hasta la primavera de 1932. De esta época y de sus contactos con el grupo de la Residencia de Estudiantes, quedan testimonios gráficos en forma de dibujos de Moreno Villa y Ramón Gaya. La relación con Cernuda y la separación posterior inspirarían, según Vicente Aleixandre, el libro de poemas Donde habite el olvido, publicado en 1934. Estaba vinculado al sindicato anarquista CNT.
En Madrid trabajó en la imprenta de Manuel Altolaguirre y contactó con el mundo teatral, hasta el punto de volver a La Coruña y dirigir el grupo Keltya para representar obras de Yeats y Álvaro de las Casas, proyecto alabado por Antón Villar Ponte. Durante esa época conoció a Eduardo Blanco Amor.
En 1936, tras el inicio de la Guerra Civil, aunque su nombre apareció por error en una lista de asesinados, se alistó en la Legión Española con los insurrectos; posteriormente durante el sitio de Madrid se pasó en la Casa de Campo al bando republicano. Alcanzó el grado de teniente y en Barcelona escribió en el boletín bisemanal de escritores antifascistas gallegos Nova Galiza y en Hora de España. En 1939 el escritor francés André Malraux lo seleccionó para el reparto de L'espoir, una película política de la preguerra, basada en el conflicto civil español. 
Ferro se exilió en México, donde murió en la pobreza. Fue retratado por José Moreno Villa y Ramón Gaya.